# Eutypomyidae
Eutypomyidae là một họ chứa các loài gặm nhấm đã tuyệt chủng, nhưng đã từng sinh tồn tại Bắc Mỹ và đại lục Á-Âu và được coi là có họ hàng với hải ly ngày nay.